# Kommunistische Räte-Union
Die von den Nationalsozialisten als Kommunistische Räte-Union bezeichnete Gruppe war eine rätekommunistische antifaschistische Widerstandsgruppe, die ihren Schwerpunkt in Braunschweig hatte und 1934 von den Nationalsozialisten zerschlagen wurde, dabei wurden 20 Mitglieder verhaftet. Die Gruppe bestand im Kern aus ehemaligen Anhängern der linkskommunistischen KAPD und verschiedenen Abspaltungen der Allgemeine Arbeiter-Union. Daneben gehörten ihr auch SPD-Mitglieder und bis dahin politisch unorganisierte Jugendliche an. Ihre bekanntesten Mitglieder waren August Merges, der von November 1918 bis Februar 1919 kurzzeitig Ministerpräsident des Freistaates Braunschweig war und Minna Faßhauer, die Kultusministerin war. Die Gruppe hatte Kontakt zu Widerstandsgruppen der Kommunistischen Arbeiter-Union (KAUD) in Magdeburg und Berlin. Nach Berlin bestanden Verbindungen zur Widerstandsgruppe um Alfred Weiland.